# Jacques Lunis
Jacques Lunis (Pierrecourt, 27 maggio 1923 – Le Plessis-Trévise, 2 novembre 2008) è stato un velocista francese.

## Palmarès

### Olimpiadi
- Argento a Londra 1948 nella staffetta 4×400 metri.

### Europei
- Oro a Oslo 1946 nella staffetta 4×400 metri.